# Moritz von Schwind
Moritz Ludwig von Schwind (Viena, 21 de enero de 1804- Pöcking, Baviera, 8 de febrero de 1871) fue un pintor austriaco del siglo XIX.

## Biografía

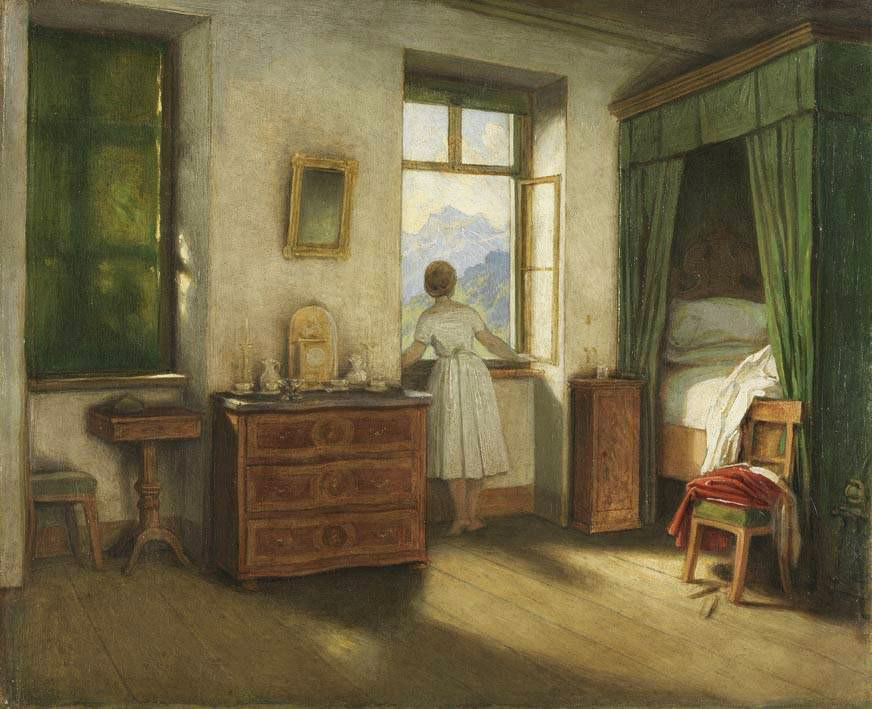
Mañana, 1858.

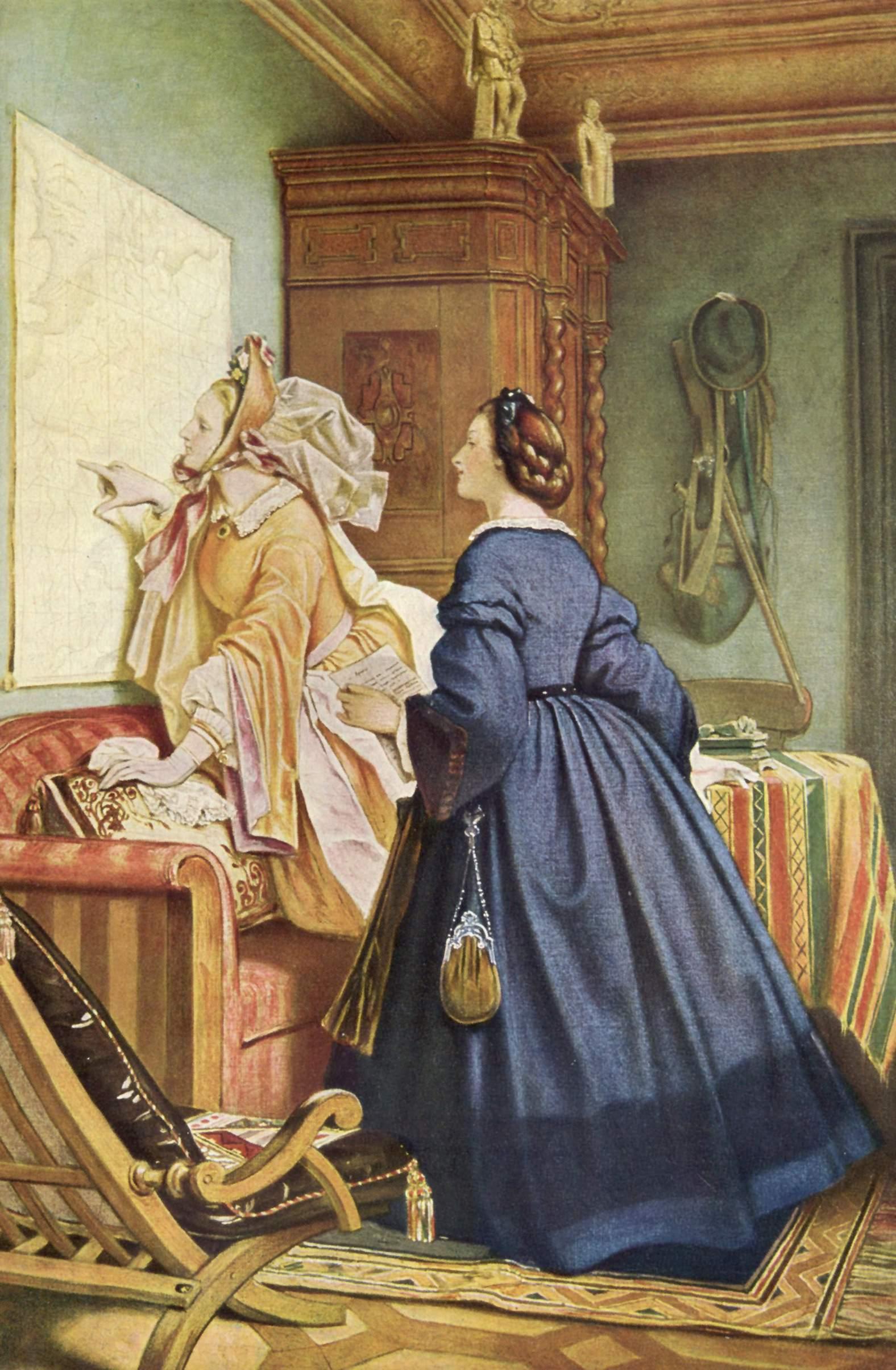
En la casa del artista, h. 1860.

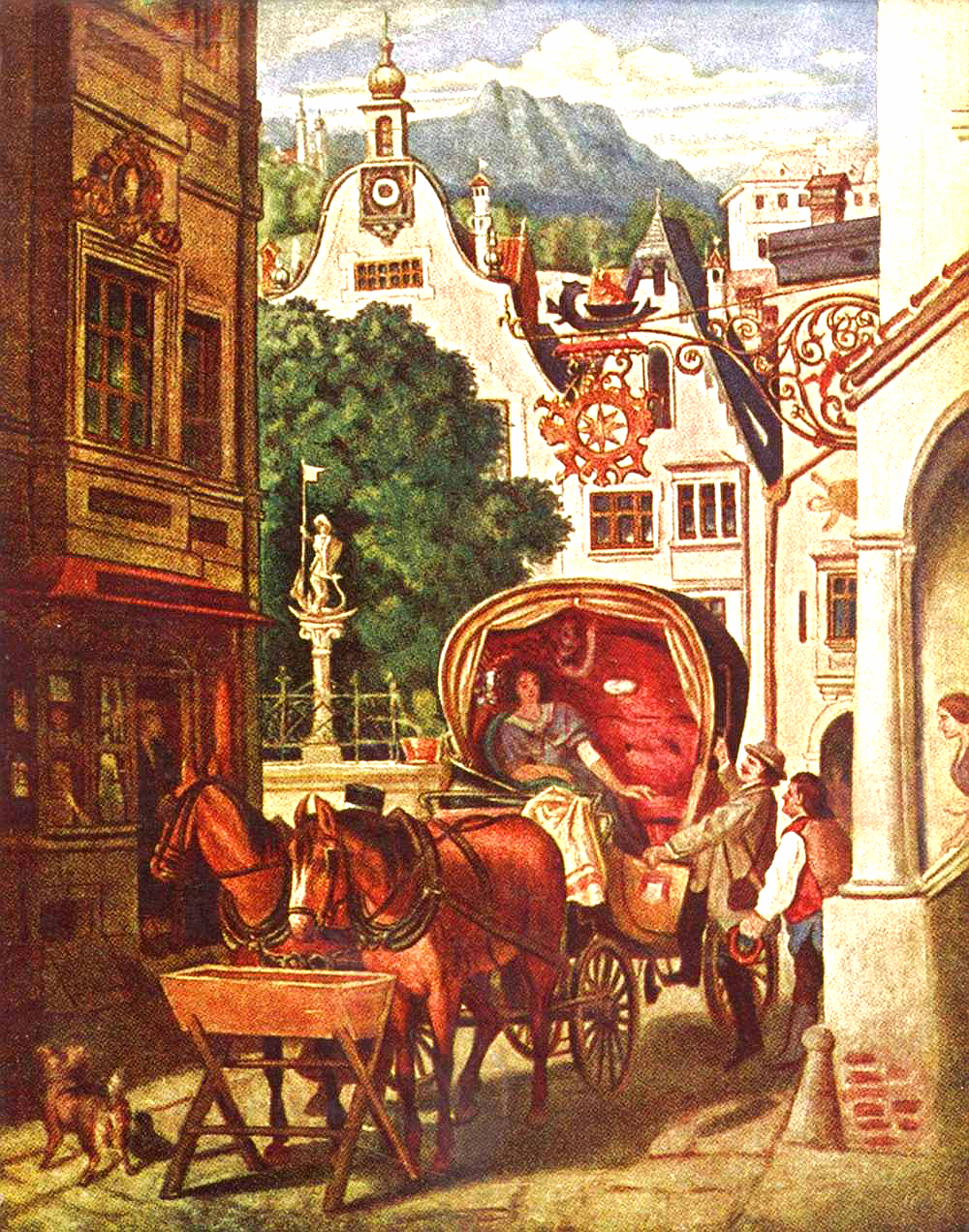
Luna de miel, 1867.

Recibió una formación rudimentaria y llevó una vida desenfadada en la capital; entre sus compañeros estuvieron el compositor Schubert, cuyas canciones ilustró. En 1828 se trasladó a Múnich, y gozó de la amistad del pintor Julius Schnorr von Carolsfeld y la guía de Peter von Cornelius, entonces director de la Academia.
En 1834 recibió el encargo de decorar el nuevo palacio de Luis I de Baviera con murales que ilustrasen al poeta Tieck. Igualmente se ocupó ilustrando almanaques y la obra de Goethe y otros escritores, lo que le reportó aplauso y empleo.
En el renacer del arte en Alemania, Schwind asumió como propia la esfera de la moda poética. A él se confió en 1839, en la nueva academia de Karlsruhe, la encarnación en forma de fresco de las ideas lanzadas por Goethe; decoró una villa en Leipzig con la historia de Cupido y Psique, y justificó aún más su título de poeta-pintor mediante dibujos para el Cantar de los nibelungos y la obra de Tasso Jerusalén para las paredes del castillo de Hohenschwangau en el Tirol bávaro.
Del año 1844 data su estancia en Fráncfort del Meno; a este periodo pertenecen algunas de las mejores pinturas de caballete, en particular el Concurso de cantores en Wartburg (1846), así como numerosas ilustraciones para libros. Las concepciones de la mayor parte de estas obras son mejores que la ejecución.
En 1847 Schwind regresó a Múnich al ser nombrado profesor en la Academia. Ocho años después su fama alcanzó su punto álgido al acabar los murales de Wartburg ilustrando el Concurso de cantores y de la historia de Isabel de Hungría. Las composiciones recibieron un aplauso generalizado, y se celebró una gran fiesta musical en su honor, en la que el propio Schwind tocó entre los violinistas. 
En 1857 apareció su ciclo excepcionalmente maduro de Los Siete cuervos, según un cuento de hadas de los Hermanos Grimm. Ese mismo año visitó Inglaterra para informar oficialmente al rey Luis sobre los tesoros artísticos de Mánchester. Y sus talentos estaban tan diversificados que se dedicó al arte de la vidriera y se unió a su viejo amigo Schnorr en diseños para vitrales de la catedral de Glasgow.
Hacia el final de su carrera, con la salud débil y perdiendo facultades, volvió a Viena. A esta época pertenece el ciclo sobre la leyenda de Melusina y los dibujos conmemorativos de los principales músicos que decoran el vestíbulo de la Ópera Estatal de Viena. Cornelius escribe: «Has traducido la alegría de la música al arte pictórico». 
El genio de Schwind era lírico; se inspiraba en la caballería, el folclore, y las canciones populares. Schwind murió en Niederpöcking, en Baviera, y está enterrado en el antiguo Südfriedhof de Múnich.